# Supsaharska Afrika
Supsaharska Afrika je područje u Africi koje se nalazi južno od Sahare, a koristi se za označavanje zemalja Afrike koje se ne smatraju dijelom Sjeverne ili nekih područja Zapadne Afrike. U Europi i Americi tijekom 19. stoljeća Supsaharska Afrika je bila poznata kao Crna Afrika ili Tamna Afrika, dijelom zbog rase urođeničkih naseljenika, a dijelom zbog velikog dijela koji Zapadnjaci nisu u potpunosti kartirali ili istražili (Afrika je ponekad u cijelosti bila označena kao "crni kontinent"). Ti su termini danas zastarjeli, te su se često smatrali uvredljivima. Hegel i ostali pisci toga vremena preferirali su neutralnu frazu Afrička gorja čija je prvotna namjera bilo označavanje afričke unutrašnjosti u suprotnosti s obalnim regijama.
Od završetka posljednjeg ledenog doba sjeverna i supsaharska regija Afrike bile su odvojene ekstremno surovom klimom koja je karakterizirala raštrkano naseljenu Saharu. Ta klima je formirala učinkovitu prepreku koju je prekidao jedino tok rijeke Nil. Moderni termin supsaharski odgovara standardnom prikazu sjevera na vrhu i juga na dnu. Tropska Afrika je alternativna moderna oznaka povezana s riječju afrotropski, koja se koristi za raznolikost regionalne ekologije. Kad bi se taj termin ipak strogo primijenio, onda bi on isključivao Južnu Afriku čija se većina nalazi izvan pojasa obratnica.
Podjela Afrike na ove dvije, široke regije također se uzdigla iz povijesnih i geopolitičkih razmatranja. Na Zapadu su se sjevernoafrički naseljenici općenito percipirali da su pretežito kavkazoidi. Usprkos tome što te termine sada osporavaju antropolozi i ostali znanstvenici, Sjevernoafrikanci su se oduvijek prilično razlikovali od većine crnaca iz Supsaharske Afrike.
Štoviše, ljudi Sjeverne Afrike govore jezicima koji su blisko povezani i pripadaju afroazijatskoj jezičnoj obitelji za razliku od ostatka kontinenta u kojem stanovništvo pretežito govori nilosaharskim i nigerokongoanskim. Sjeverna Afrika se integrirala unutar Bliskog istoka i Istočnog Mediterana još od razdoblja antike. Egipat je primjerice transkontinentalna država u kojoj je maleni dio zemlje (Sinajski poluotok) geografski smješten u Jugozapadnoj Aziji. Uvođenje istočnog kršćanstva i islama u regiju još je jače utvrdilo ovu percepciju i samopercepciju.
Problematično grupiranje afričkih država u geopolitičke regije zajedno s percepcijama pripisanim takvim podjelama--posebice one utemeljene na idejama rase i etniciteta--ispunjene su inherentnim paradoksima. Sudan se primjerice smatra sjevernoafričkom zemljom, iako su njegovi stanovnici pretežito crnački Afrikanci.
Uz malene iznimke Mauricijusa i Južne Afrike supsaharska je Afrika poput ostatka kontinenta jedna od najsiromašnijih regija na svijetu koja još uvijek pati od naslijeđa kolonijalnog osvajanja i okupacije, neokolonijalizma, inter-etničkih konflikata i političkog razdora. U regiji se nalaze brojne zemlje koje pripadaju najslabije razvijenim zemaljama na svijetu. (Vidi Ekonomija Afrike.) 

## Države supsaharske Afrike
Točan položaj razdijelne linije između dviju regija nije jasno definiran zbog diskontinuiranih i nejasnih prijelomnih točaka između državnih granica, ekologijâ i etnicitetâ. Supsaharska Afrika prema jednoj klasifikaciji dviju regija uključuje četrdeset osam država. Od ukupnog se broja njih četrdeset i dvije nalaze na afričkom kopnu. Ostalih šest država, koji se također smatraju dijelom supsaharske Afrike, čine četiri otočne države u jugozapadnom dijelu Indijskog oceana (Madagaskar, Komori, Mauricijus i Sejšeli) i dvije otočne države u Atlantskom oceanu (Zeleni Rt i São Tomé i Príncipe). Prema toj klasifikacijskoj shemi, zemlje Supsaharske Afrike su:

### Istočna Afrika
- Burundi (ponekad se također smatra dijelom Srednje Afrike)
- Kenija
- Mozambik (ponekad se također smatra dijelom Južne Afrike)
- Ruanda (ponekad se također smatra dijelom Srednje Afrike)
- Tanzanija
- Uganda

### Južna Afrika
- Angola (ponekad se također smatra dijelom Srednje Afrike)
- Bocvana
- Esvatini
- Južna Afrika
- Lesoto
- Malavi
- Mozambik (ponekad se također smatra dijelom Istočne Afrike)
- Namibija
- Zambija (ponekad se također smatra dijelom Srednje Afrike)
- Zimbabve

### Sjeveroistočna Afrika
- Džibuti
- Eritreja
- Etiopija
- Somalija (uključujući Somaliland)
- Sudan (često se smatra dijelom Sjeverne Afrike)

### Srednja Afrika
- Angola (ponekad se također smatra dijelom Južne Afrike)
- Burundi (ponekad se također smatra dijelom Istočne Afrike)
- Čad (ponekad se također smatra dijelom Zapadne Afrike)
- Demokratska Republika Kongo
- Ekvatorska Gvineja (ponekad se također smatra dijelom Zapadne Afrike)
- Gabon (ponekad se također smatra dijelom Zapadne Afrike)
- Kamerun (ponekad se također smatra dijelom Zapadne Afrike)
- Republika Kongo
- Ruanda (ponekad se također smatra dijelom Istočne Afrike)
- Srednjoafrička Republika
- Zambija (ponekad se također smatra dijelom Južne Afrike)

### Zapadna Afrika
- Benin
- Burkina Faso
- Čad (ponekad se također smatra dijelom Srednje Afrike)
- Ekvatorska Gvineja (ponekad se također smatra dijelom Srednje Afrike)
- Gabon (ponekad se također smatra dijelom Srednje Afrike)
- Gambija
- Gana
- Gvineja
- Gvineja Bisau
- Kamerun (ponekad se također smatra dijelom Srednje Afrike)
- Liberija
- Mali
- Mauritanija
- Niger
- Nigerija
- Obala Bjelokosti
- Senegal
- Sijera Leone
- Togo

### Afričke otočne države
- Komori (Južna Afrika)
- Madagaskar (Južna Afrika)
- Mauricijus (Južna Afrika)
- São Tomé i Príncipe (Srednja Afrika ili Zapadna Afrika)
- Sejšeli (Istočna Afrika)
- Zelenortska Republika (Zapadna Afrika)

### Teritoriji, posjedi, departmani
- Mayotte (Francuska)
- Réunion (Francuska)

## Vanjske poveznice
- Fotografije i informacije iz Malavija, Kenije, Zambije i Zimbabvea